# موتور حاجی قنبری چاه حسن
موتور حاجی قنبری چاه حسن یک منطقهٔ مسکونی در ایران است که در دهستان جازموریان واقع شده‌است. موتور حاجی قنبری چاه حسن ۷۵ نفر جمعیت دارد.